# Lexi Thompson
Alexis "Lexi" Thompson (Coral Springs, 10 de fevereiro de 1995) é uma golfista profissional estadunidense. Ela é mais jovem a alcançar o torneio do US Open Feminino de Golfe.